# Маремано Абруцешки пастирски пас
Маремано Абруцешки пастирски пас или Марема пастирски пас је поријеклом из Италије, из краја по којем и носи име. То је снажан и велики пас те изврстан чувар стада или посједа којег чува. Непопустљив је при извршавању свог задатка - чувања.

## Основни подаци
- Поријекло: Италија
- Идеална просечна (плећна) висина:
- Женке: 60-68цм
- Мужјаци: 65-73цм

- Тежина:
- Идеална просечна тежина за женке: 30-40кг
- Идеална просечна тежина за мужјаке: 35-45кг[1]

- Карактер:
- Миран, изврстан чувар, не подноси строг одгој, потребан му је одлучан господар, воли дјецу и нагонски их чува.

- Употреба:
- Пастирски пас, чувар.

## Спољашњост
Велики, снажан, складно грађен пас. Дужина тијела је већа од плећне висине. Обилно густо крзно равно на тијело. Длака је кратка на глави и на предњем дијелу ногу. Боја бијела, мада благе жућкасте те свијетло наранџасте нијансе се толеришу. 
Глава је велика и равна, конусног облика; подсјећа на поларног медвједа.
Уши су троугласте и налијежу на главу. Нешто су мање величине обзиром на величину тијела.
Очи су окер (свијетло жућкасте) или кестењасто смеђе боје и нису тако велике обзиром на величину пса.
Врат је мало краћи од главе, веома јак, мишићаст и без подбрадка. Покривен је густом и дугом длаком.
Реп је јак са густом длаком те ниско постављен.

## Темперамент
То је миран и њежан пас до свог стада, изузетан чувар и интелигентан. Храбар и одлучан. Лојалан је господару и породици са којом живи. Неповјерљив је према странцима. Потребно му је доста отвореног простора и за урбане средине није погодан.

## Историја
Поријекло води из средњег дијела Апенинског полуострва, Марема подручје Тоскане и Абруције, гдје је чувао стада оваца а и данас их чува, мада у мањој мјери.
Опис пастирских паса сличних „мареми“ може се наћи у старој римској литератури те сликама из 15. вијека.
И данас се пуно употребљава, као некада, за чување стада.
Мада спада међу најстарије псе са Апенина, тек недавно је добио своје право признање, и то по заслузи енглеских љубитеља паса. Итаклијански кинолошки савез је тек 1958. године признао расу под садашњим именом.

## Карактеристике расе
Маремано Абруцешки пастирски пси су потомци старих паса које су још у давна времена употребљавали у покрајини Марема на Апенинском полуострву. 
Најрадије живи на отвореном простору. Хладноћа му не смета и зато спава на отвореном, изван куће.
Посебна њега није потребна, јер је веома незахтјеван пас. Не подноси присилу и строг узгој. 
Купање није препоручљиво. Бјелину длаке можемо да очувамо са сувим средствима за чишћење длаке.